# Jaroslav Hrbáček
Jaroslav Hrbáček (urodzony 12 maja 1921 r. w Brnie, zmarły 16 lipca 2010 r. w Pradze) – czeski hydrobiolog.

## Życiorys
Początkowo związany z Uniwersytetem Karola w Pradze, gdzie w 1949 r. ukończył studia, a następnie do roku 1958 kierował Zakładem Zoologii Ogólnej na Wydziale Przyrodniczym. Następnie kierował hydrobiologicznym zespołem Czechosłowackiej Akademii Naukowej, który ostatecznie stał się Instytutem Hydrobiologii Czeskiej Akademii Nauk. Doktoryzował się w roku 1960. Od lat 80. XX w., gdy Instytut Hydrobiologii CzAN przeniesiono do Czeskich Budziejowic, pracował w Instytucie Botaniki CzAN w Třeboni.
Większość jego badań dotyczyła ekologii zooplanktonu – relacji różnych grup wewnątrz tego zespołu organizmów, relacji z organizmami innych poziomów troficznych (zwłaszcza z rybami planktonożernymi), w tym mechanizmów odpowiedzialnych za fazę czystej wody w sezonowej sukcesji planktonu, wrażliwości na przyduchę i in. Brał udział w Międzynarodowym Programie Biologicznym (IBP). Znaczną część badań prowadził w zbiorniku Slápy. Jego badania relacji planktonu i zespołów ryb z przełomu lat 50. i 60. XX w. uznane są za przełomowe.
W 1983 r. nagrodzony Medalem Einara Naumana i Augusta Thienemanna Międzynarodowego Stowarzyszenia Limnologów (SIL).
Jego imieniem nazwano rezerwat przyrody Hrbáčkovy tůně o statusie obszaru Natura 2000 (Káraný-Hrbáčkovy tůně CZ0214007) w kraju środkowoczeskim, w którego zbiornikach wodnych prowadził badania.